# كمنات
كمنات (بالألمانية: Kemnath) هي بلدة ألمانية تقع في ألمانيا في Tirschenreuth (district). يقدر عدد سكانها بـ 5,285 نسمة .

## المدن التوأمة
مدن Nepomuk و زاغري أب سافي هي مدن توأمة لـكمناث.